# Pouvoir des femmes

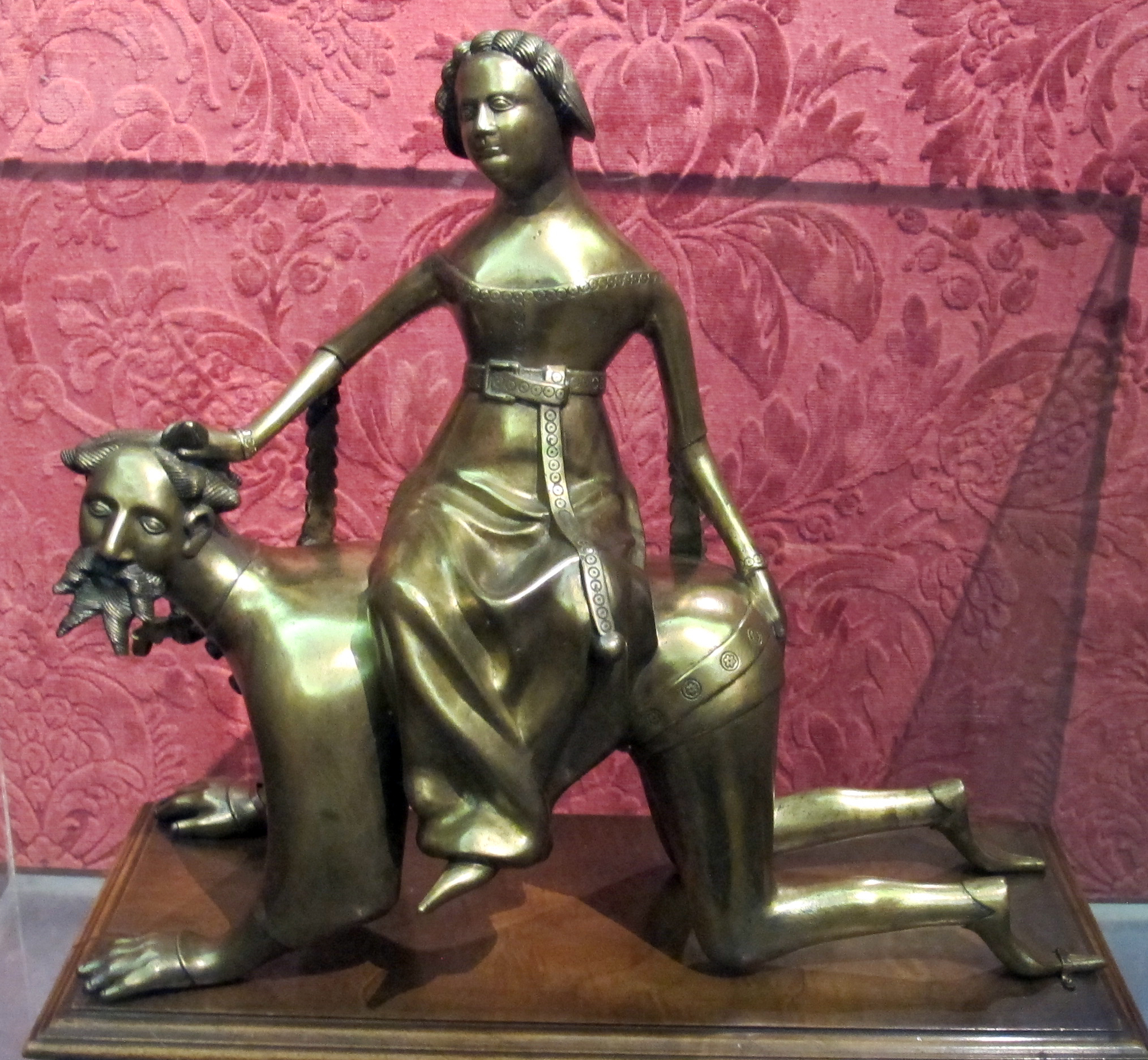
Aquamanile du XVe siècle représentant Phyllis chevauchant Aristote.

Le pouvoir des femmes (Weibermacht en allemand, Power of Women en anglais) est un topos littéraire et artistique fréquent au Moyen Âge et pendant la Renaissance. 
Il consiste en une inversion de la hiérarchie sexuelle, à visée morale et humoristique, montrant des hommes, traditionnellement représentés comme héroïques ou sages, dominés par des femmes. 

## Occurrences
Ce topos prend sa source dans la littérature antique et se retrouve dans un certain nombre de textes médiévaux, dont Aucassin et Nicolette, la Consolation de Philosophie, Le Roman de la Rose et les Contes de Canterbury. Vers 1400, Christine de Pisan le critique, soutenant que si des femmes avaient rendu compte des épisodes en question, les interprétations qu'elles en auraient donné auraient été différentes de celles des hommes. 
Dans les arts visuels, les représentations du « pouvoir des femmes » se trouvent principalement à partir du XIVe siècle, et gagnent en popularité aux XVe et XVIe siècles. Parmi les scènes illustrées, on trouve Judith décapitant Holopherne, Phyllis chevauchant Aristote, Samson et Dalila, Salomé et sa mère Hérodiade, Yaël tuant Siséra, David regardant Bethsabée au bain, Salomon devenu idolâtre, Virgile dans son panier, ainsi que de nombreuses représentations de sorcières, de femmes dominant leur mari, etc.

## Analyses
L'universitaire américaine Susan L. Smith (en) le définit comme « la représentation conjointe d'au moins deux (souvent plus) figures célèbres de la Bible, de l'histoire antique ou du roman de chevalerie, pour mettre en évidence un ensemble de thèmes corrélés incluant les artifices des femmes, le pouvoir de l'amour, et les épreuves du mariage ». Elle y voit davantage qu'une manifestation pure et simple d'antiféminisme médiéval : il s'agit aussi d'un moyen d'expression d'« idées divergentes au sujet des rôles de genre ». 